# Reichenow-Möglin
Reichenow-Möglin là một đô thị ở huyện Märkisch-Oderland, bang Brandenburg, Đức. Đô thị này có diện tích 22,76 km², dân số thời điểm 31 tháng 12 năm 2006 là 619 người.